# Anarquía (libro)
Anarquía es un libro recopilatorio de escritos del peruano Manuel González Prada, publicado póstumamente en 1936, en que expone su pensamiento anarquista de forma lúcida. Se compone de 35 ensayos, artículos y crónicas de actualidad publicados principalmente en el periódico Los Parias (1904-1909), junto con unos cuantos textos inéditos.
Recoge su pensamiento de regreso a Perú en 1898 luego de un viaje por Europa, en el que conoce las ideas anarquistas, de las que se vuelve activista, y a las que luego da un sello particular, filosófico y literario. En su mayoría son escritos de carácter ideológico y cultural cosmopolita. Fue publicado por su hijo Alfredo González Prada.